# Комиссариатские участки
Комиссариатские участки — городские административно-территориальные единицы Москвы, образованные вместо полицейских участков после Февральской революции. К осени 1917 года существовало около 50 таких участков. Управление комиссариатскими участками осуществляли районные думы. При комиссариатских участках были созданы комиссариаты милиции (отсюда название). Ликвидированы после октября 1917.

## Соответствие районов и комиссариатских участков
Изначально участки были распределены следующим образом:
| Район                                            | Комиссариатские участки                                                                          |
| ------------------------------------------------ | ------------------------------------------------------------------------------------------------ |
| Городской                                        | Городской, 3 Тверских, 3 Мясницких, 2 Арбатских, 2 Сретенских, 2 Яузских                         |
| Замоскворецкий (имел Даниловский подрайон)       | 2 Якиманских, 2 Пятницких, 2 Серпуховских                                                        |
| Пресненский                                      | 3 Пресненских                                                                                    |
| Рогожско-Басманный                               | 3 Рогожских, 2 Андроньевских                                                                     |
| (Благуше-)Лефортовский                           | 2 Лефортовских и Благушевский                                                                    |
| Хамовническо(-Дорогомиловский)                   | 2 Пречистенских и 2 Хамовнических                                                                |
| Бутырский (имел Всехсвятско-Петровский подрайон) | Бутырский, Петровский, Петровско-Разумовский                                                     |
| Железнодорожный                                  | Экстерриториэльный район, объединял железнодорожников Моск. ж.-д. узла в приделах Окружной ж. д. |